# Икома (город)
Икома (яп. 生駒市 Икома-си) — город в Японии, находящийся в префектуре Нара. Площадь города составляет 53,18 км², население — 119 428 человек (1 августа 2014), плотность населения — 2245,73 чел./км².

## Географическое положение
Город расположен на острове Хонсю в префектуре Нара региона Кинки. С ним граничат города Нара, Яматокорияма, Кётанабе, Хираката, Дайто, Хигасиосака, Сидзёнавате, Катано и посёлки Хегури, Икаруга, Сейка.

## Население
Население города составляет 119 428 человек (1 августа 2014), а плотность — 2245,73 чел./км². Изменение численности населения с 1980 по 2005 годы:
| 1980 | 70 461 чел.  |  |
| 1985 | 86 293 чел.  |  |
| 1990 | 99 604 чел.  |  |
| 1995 | 106 726 чел. |  |
| 2000 | 112 830 чел. |  |
| 2005 | 113 686 чел. |  |

## Символика
Деревом города считается вечнозелёный дуб, цветком — хризантема.